# Roberto Iniesta Ojea
Roberto Iniesta Ojea (Plasència, 16 de maig de 1962) més conegut com a Robe, és un compositor, músic i escriptor espanyol, conegut per ser el fundador del grup de rock Extremoduro.

## Biografia
Després de deixar els estudis a 3r de BUP i treballar amb son pare, als vint anys va començar a escriure cançons i va muntar el seu primer grup, Dosis Letal, en companyia de Luisma, Juano, Paco Doniga, Zósimo "Zosi" Pascual.
Durant la seua joventut va treballar en una parada de llepolies.
Influït per bandes com ara AC/DC o Leño, en 1987 va formar la banda Extremoduro. Com que no disposava dels diners requerits per a poder pagar-se una gravació, el grup decidí vendre vals de 1.000 pessetes que en acabant serien canviables per una còpia del disc. L'any 1989 graven amb els diners aconseguits la seua primera maqueta, titulada Rock transgresivo. Aquell mateix any, Avispa Music es fixa en Extremoduro i els oferix un contracte de tres anys. Amb eixe segell la banda publica el seu primer àlbum d'estudi, Tú en tu casa, nosotros en la hoguera. Poc després trencarien relacions amb la discogràfica i gravarien el seu segon àlbum Somos unos animales, amb el segell Área Creativa de Pasión Ca. Discográfica, que va arribar a vendre 8.000 còpies. Amb eixa discogràfica també van trencar relacions i finalment van signar un contracte definitiu amb DRO, filial de Warner Music. Però no va ser fins a 1996 quan Extremoduro es va catapultar a la fama amb l'àlbum Agila, el mateix any que el Robe rep la notícia de la mort de son pare. L'entrada en la banda del guitarriste i productor Iñaki "Uoho" Antón, que pertanyia llavors al grup Platero y Tú, va suposar un punt d'inflexió en la trajectòria de la banda.
Compaginant la seua activitat amb la carrera de la banda, el Robe decidix unir-se a Iñaki Antón i Fito Cabrales (també de la banda Platero y Tú) per a crear un subgrup anomenat Extrechinato y Tú, amb la finalitat de gravar un àlbum en homenatge a la poesia del poeta Manolo Chinato, qui també participaria en la gravació. Després de cinc anys de treball, l'àlbum Poesia básica va vore la llum el 27 d'abril de 2001.
Després d'anys al capdavant del grup de rock i durant una pausa d'este, el Robe va crear en 2006 i al costat d'Iñaki Antón la discogràfica Muxik per mitjà de la qual volen donar a conéixer primers treballs de grups que pensen que mereixen ser escoltats. Un dels primers discs llançats per Muxik va ser el del grup Inconscientes (La inconsciencia de Uoho) en 2007, en el qual el mateix Robe va col·laborar en alguns arranjaments.
Actualment el Robe residix en una casa que molt pocs coneixen, ja que preferix mantindre sa vida privada al marge de la seua carrera musical. És per això que es tenen poques dades dels seus primers anys. Li agrada el menjar casolà, troba a faltar el sol del sud (on va viure una temporada), veu molt de cinema (en DVD), escriu i llegeix totes les nits (novel·les d'acció, biografies, supervendes…). I, en els últims anys ha estudiat gramàtica i ortografia en la Universitat a Distància.
A mitjans mes de maig de 2008 va tornar als escenaris a Santander amb la Gira 2008 i el 9 de setembre d'aquell mateix any tragué al mercat un disc nou amb Extremoduro titulat La ley innata, una «suite rockera» composta per una introducció, quatre moviments i una coda flamenca. Eixe disc aporta aires nous a la banda que, encara que continue tractant la mateixa temàtica que abans, utilitza recursos musicals nous.
Durant la seua pausa compositiva, el Robe va reconéixer públicament que estava mancat d'inspiració. Mentrimentres, va estar escrivint una novel·la, El viaje íntimo de la locura, que es publicaria el 28 de setembre de 2009. La novel·la tingué una acollida comercial bona, ja que es vengueren 10.000 exemplars en poc més d'una setmana i es va esgotar la primera edició de la novel·la.
El 24 de maig de 2011 Extremoduro va estrenar un disc nou: Material defectuoso. A pesar de no rebre cap promoció, va aconseguir estar quatre setmanes consecutives en les primers posicions de les llistes de venda espanyoles.
Extremoduro va començar a gravar un nou àlbum que va deixar aparcat per a dur a terme la seua gira Robando perchas del hotel. Va ser la primera vegada que el grup va oferir actuacions en Llatinoamèrica. Després d'acabar-la, la gravació de l'àlbum nou va concloure en la primavera de 2013. L'onzé àlbum d'estudi de la banda, Para todos los públicos, s'anava a publicar el 19 de novembre però a causa d'una filtració la publicació hagué de avançada al 8 de novembre de 2013. A pesar d'això, l'àlbum va arribar a ser el número u en les llistes de venda espanyoles.
Al setembre de 2014 li és atorgada al Robe la Medalla d'Extremadura; el màxim guardó que atorga eixa comunitat autònoma.
Amb el grup extremeny Extremoduro, ha llançat al mercat 14 discs entre 1989 i 2013, entre els quals s'inclouen un directe i dos recopilatoris. Ha fet col·laboracions per a altres grups de rock com ara Platero y Tú, Fito & Fitipaldis, La Gripe, Marea o Gatibu i ha format part d'altres grups com ara Extrechinato y Tú, en companyia de Fito, Uoho i Manolo Chinato (poeta). Cal destacar que el Robe sempre ha dit que fer música està bé, però que ell es considera més un poeta que un músic, i així ho demostra en les seues lletres, puix que moltes tenen una estructura poètica i fa aclucades d'ull tant a clàssics com a contemporanis. Així, Iniesta agafa a vegades fragments de poemes coneguts de poetes com ara Pablo Neruda, Manolo Chinato, Manuel Machado, Federico García Lorca, etc.

### Etapa en solitari
El 9 de juny de 2015 va publicar el seu primer àlbum en solitari Lo que aletea en nuestras cabezas. El 18 de novembre de 2016, llança el seu segon disc d'estudi en solitari, titulat Destrozares, canciones para el final de los tiempos.
L'any 2017 va fer una gira de promoció dels seus dos primers àlbums la qual, sota el títol Bienvenidos al temporal, va recórrer tota la Península. Aquesta gira quedarà recollida en un àlbum publicat l'any 2018 que portarà el mateix títol.
El 30 d'abril de 2021 surt a la venda el seu tercer disc d'estudi en solitari titulat Mayéutica. Aquest disc havia estat gravat 3 anys abans, el 2018, però no va es va publicar abans per tal de no interferir en la gira de comiat d'Extremoduro, que s'hauria hagut de fer durant l'any 2020 i que finalment va ser posposada a causa de la pandèmia de la COVID-19.
El 15 de desembre de 2023 surt Se nos lleva el aire el seu quart disc d'estudi en solitari i l'any 2024 s'anuncia la gira Ni santos ni inocentes amb el primer concert a València.

## Discografia

### En solitari
- Lo que aletea en nuestras cabezas (2015)
- Destrozares, canciones para el final de los tiempos (2016)
- Bienvenidos al temporal (2018, directe)
- Mayéutica (2021)
- Se nos lleva el aire (2023)

### AmbExtremoduro
- Rock transgresivo (1989)[n. 1]
- Somos unos animales (1991)
- Deltoya (1992)
- ¿Dónde están mis amigos? (1993)
- Pedrá (1995)
- Agila (1996)
- Iros todos a tomar por culo (1997, directe)
- Canciones prohibidas (1998)
- Yo, minoría absoluta (2002)
- Grandes éxitos y fracasos (Episodio primero) (2004, recopilatori)[n. 2]
- Grandes éxitos y fracasos (Episodio segundo) (2004, recopilatori)[n. 2]
- La ley innata (2008)
- Material defectuoso (2011)
- Para todos los públicos (2013)

### Amb Extrechinato y Tú
- Poesía básica (2001)

## Col·laboracions

### Amb Extremoduro
- Rosendo: La Canción De Los Oficios; Perro Callejero (guitarra)
- Manolo Chinato: Ama, Ama, Ama Y Ensancha El Alma (versión 2004)
- Ariel Rot: Volando Solo (guitarra)
- Fernando Madina: Pepe Botika
- Albert Pla: ¡Qué sonrisa tan rara!, El día de la bestia
- Fito Cabrales: Golfa; La Vereda De La Puerta De Atrás

### Amb altres grups
- The Flying Rebollos: Mis amigos (amb Fito Cabrales)
- Gatibu: Mila doinu aidien; Doniene
- Neurastenia: Miro la ventana
- Marea: En tu agujero
- La Gripe: Barrancos rocosos
- Capitán Kavernikola: La playa; Amor sucio; Arramblando por las Ramblas
- Fito & Fitipaldis: Ni negro ni blanco; Trozos de cristal; Callejón sin salida (versió de Barricada)
- Platero y Tú: Si miro a las nubes; Humo de mis pies; Entrando cruzado (versió lliure de Barón Rojo); Juliette (amb Evaristo Páramos); Y yo que sé (versió de Tequila); No hierve tu sangre (versió 2005); Por mí (solo de guitarra); Naufragio (directe); Ya no existe la vida (directe)
- Ratanera: Por el estrecho
- Sin Vergüenza: Levantando polvareda
- Chorra 'n Rock: La canción del oso marino
- Tabletom: No tengo ná
- Reincidentes: Dos colegas
- Doctor Deseo: Sueños gastados; Donde acaban las palabras; De nuevo en tus brazos (amb Fito Cabrales)
- Albert Pla: Veintegenarios (amb Manolo Kabezabolo, Fermin Muguruza i Joseba Tapia); Pepe Botika; No (versió d'un poema de José María Fonollosa); Viva Espanya, El día de la bestia (BSO)
- Forraje: Puñales[20]
- Memoria de Pez: Todo tuyo
- Poncho K: Verborrea (amb Iñaki Antón)
- Ciclonautas: Kamikaze del nido (amb Iñaki Antón)
- Boikot: Dopaje
- Quattro Clavos: Robe, mi pequeña historia
- Lülu: Puñales[21]

## Novel·les
- El viaje íntimo de la locura. El Hombre del Saco, S.L. 2009.